# Целлер, Гергард Андреевич
Ге́ргард (Гео́рг, Ге́оргард, Ге́ригардт) Андре́евич Це́ллер (14 марта 1884, Армавир — 25 апреля 1938, Коммунарка) — участник революционного движения в России, руководитель Северо-Кавказского союза РСДРП, государственный чиновник, начальник Главсоцстраха Наркомтруда РСФСР, член судебной коллегии Верховного суда РСФСР.

## Биография
Родился 14 марта 1884 года в селе Армавир Кавказского уезда Кубанской области в многодетной семье поволжского немца столяра Гейнриха (Андреаса, Андрея) Целлера. Мать — Клара Целлер (в девичестве Гуве), домохозяйка, иногда в качестве подённой работы занималась шитьём. Получил начальное образование в двухклассном училище. С 1901 года начал трудиться столяром на механических заводах А. Е. Хахаева и П. Н. Лимарева. В 1903 году вступил в РСДРП. Занимался агитацией, участвовал в политических забастовках, организовал в Армавире подпольную типографию. В 1905 году стал членом боевой дружины, созданной при местном комитете РСДРП.
С 1905 года работал в армавирском отделении Азовско-Донского коммерческого банка. В 1905—1907 годах — председатель Армавирского комитета РСДРП. Занимался вопросами укрепления боевой организации социал-демократов, участвовал в издании подпольной социал-демократической газеты «Армавирский пролетарий», с первым номером которой был ознакомлен В. И. Ленин.
С 1907 года — глава Северо-Кавказского союза РСДРП. В 1907 году был арестован и помещён в Екатеринодарскую тюрьму, в которой находился 11 месяцев. После освобождения покинул Кубань и вёл революционную деятельность в Юзовке и Харькове. В 1910 году  возвратился в Армавир, работал заведующим текущими счетами в отделении Волжско-Камского коммерческого банка. Участвовал в организации профсоюзов, был избран заместителем председателя правления местного профессионального союза приказчиков, исполнял обязанности секретаря Армавирской организации РСДРП.
Выступал против ведения военных действий в период Первой мировой войны. Опасаясь ареста, переехал в Харьков. В 1920 году вернулся на Кубань и был назначен уполномоченным Ревсовтрударма по размещению краевого правительства в Армавире, затем — уполномоченным Наркомата внешней торговли РСФСР по району Армавир—Владикавказ. С середины 1921 года — заместитель председателя Центральной секции рабочей кооперации (Церабсекции) при Бюро Центросоюза.
В 1923 году — помощник начальника административно-хозяйственного отдела Штаба РККА по политической части.
В 1924—1926 годах — заведующий фондовым отделом, заместитель начальника, начальник Главсоцстраха Наркомата труда РСФСР. В 1924 году одновременно работал заместителем заведующего фондовым отделом Наркомтруда СССР. Член правления АО «Пролеткино».
В 1927—1929 годах работал в советском торгпредстве в Вене, в 1930—1931 годах — в Стокгольме.
В 1931 году — заместитель директора Института внешней торговли Наркомвнешторга СССР. Затем работал помощником уполномоченного НКТП СССР.
В 1934—1936 годах — член специальной судебной коллегии Верховного суда РСФСР. Был снят с должности вследствие мягкости выносимых приговоров и допущенных политических ошибок при рассмотрении уголовных дел.
В 1936—1937 годах — заместитель директора Научно-исследовательского института рыбного хозяйства и океанографии Наркомпищепрома СССР.
Арестован 21 июля 1937 года. 25 апреля 1938 года приговорён Военной коллегией Верховного суда СССР (ВКВС) за участие в контрреволюционной террористической организации к ВМН. В тот же день был расстрелян. Реабилитирован 15 февраля 1956 года определением ВКВС СССР.